# Rugby Rovigo 2001-2002

## Super 10 2001-02

### Stagione regolare
| Incontro                   | Andata | Ritorno |
| -------------------------- | ------ | ------- |
| Parma — Rovigo             | 54-20  | 17-18   |
| Rovigo — Amat. & Calvisano | 29-28  | 7-40    |
| Rugby Roma — Rovigo        | 28-24  | 14-54   |
| Rovigo — Petrarca          | 34-24  | 11-35   |
| Viadana — Rovigo           | 37-8   | 33-24   |
| Bologna — Rovigo           | 18-21  | 23-24   |
| Rovigo — Benetton          | 11-19  | 7-38    |
| L’Aquila — Rovigo          | 62-28  | 24-32   |
| Rovigo — GRAN Parma        | 33-16  | 17-21   |

#### Risultati della stagione regolare
| Posizione | G  | V | N | P  | PF  | PS  | DP   | B | Pt |
| --------- | -- | - | - | -- | --- | --- | ---- | - | -- |
| 7ª        | 18 | 8 | 0 | 10 | 402 | 531 | -129 | 5 | 37 |

## European Challenge Cup 2001-02

### Prima fase
| Incontro           | Andata | Ritorno |
| ------------------ | ------ | ------- |
| Rovigo — Montauban | 23-41  | 9-40    |
| Ebbw Vale — Rovigo | 28-26  | 26-10   |
| Rovigo — Agen      | 3-43   | 7-66    |

#### Risultati della prima fase
| Posizione | G | V | N | P | PF | PS  | DP   | Pt |
| --------- | - | - | - | - | -- | --- | ---- | -- |
| 4ª        | 6 | 0 | 0 | 6 | 78 | 244 | -166 | 0  |

## Verdetti
- Rovigo qualificato alla European Challenge Cup 2002-03.